# أندرياس ساندر
أندرياس ساندر (بالألمانية: Andreas Sander)‏ هو متزحلق جبال الألب ألماني، ولد في 13 يونيو 1989 في شفيلم في ألمانيا.

## وصلات خارجية
- أندرياس ساندر على موقع الاتحاد الدولي للتزلج (التزلج على المنحدرات الثلجية) (الإنجليزية)
- أندرياس ساندر على موقع اللجنة الأولمبية الدولية (الإنجليزية)
- أندرياس ساندر على موقع أوليمبيديا (الإنجليزية)
- أندرياس ساندر على موقع اللجنة الأولمبية الألمانية (الألمانية)